# Volný objekt
Volný objekt v kategorii C vzhledem k funktoru {\displaystyle F:C\rightarrow \mathrm {Set} }
je objekt A generovaný množinou X takový, že pro každý objekt {\displaystyle B\in C} a morfismus {\displaystyle f:X\rightarrow F(B)} existuje unikátní morfismus {\displaystyle g:A\rightarrow B} takový, že {\displaystyle F(g)\circ \iota =f}, kde {\displaystyle \iota :X\rightarrow F(A)} je kanonické vložení.
Funktor adjungovaný k F, nazývaný volný funktor, generuje objekty z množin. Například může generovat z množiny volnou grupu.
Příkladem volného objektu jsou volné monoidy, volné grupy nebo volné monády.